# Lutrochus
Lutrochus – rodzaj chrząszczy z podrzędu wielożernych i nadrodziny Byrrhoidea. Jedyny rodzaj monotypowej rodziny Lutrochidae.

## Morfologia i zasięg
Rodzina obejmuje drobne chrząszcze półwodne, zamieszkujące wilgotne siedliska pobrzeży strumieni.
Przedstawiciele rodzaju zamieszkują obie Ameryki, od USA, Kuby i Haiti po Brazylię.

## Taksonomia
Rodzaj opisany został w 1847 roku przez Wilhelma Ferdinanda Erichsona. Dawniej zaliczany do Dryopoidea. Do osobnej rodziny włączyli go w 1975 roku Halil Kasap i Roy Albert Crowson.
Do 2001 roku opisano 11 gatunków:
- Lutrochus acuminatus Grouvelle, 1889
- Lutrochus arizonicus Brown et Murvosh, 1970
- Lutrochus geniculatus Chevrolat, 1864
- Lutrochus germari Grouvelle, 1889
- Lutrochus gigas Hinton, 1939
- Lutrochus laticeps Casey, 1893
- Lutrochus luteus LeConte, 1852
- Lutrochus misellus Grouvelle, 1896
- Lutrochus montanus Grouvelle, 1896
- Lutrochus pilula Erichson, 1847
- Lutrochus vestitus Sharp, 1882